# Lasiocnemus obscuripennis
Lasiocnemus obscuripennis är en tvåvingeart som först beskrevs av Friedrich Hermann Loew 1851.  Lasiocnemus obscuripennis ingår i släktet Lasiocnemus och familjen rovflugor.
Artens utbredningsområde är Moçambique. Inga underarter finns listade i Catalogue of Life.